# 엘리트 투
엘리트 투(Elite Two), (또는 Cameroon Deuxième Division )는 카메룬 축구 연맹이 주관하는 카메룬의 축구  2부 리그이다. 스폰서로 인해 MTN Elite Two 라고도 불리며, 해당 리그에서 이후 성적에 따라 팀은 상위 팀은 엘리트 원으로 승격되고 하위팀은 지역 리그로 강등된다.